# Sorina Nwachukwu
Sorina Nwachukwu (ur. 21 sierpnia 1987 w Witten) – niemiecka lekkoatletka, sprinterka.

## Osiągnięcia
- 8. miejsce na igrzyskach olimpijskich (sztafeta 4 x 400 m, Pekin 2008)
- srebrny medal młodzieżowych mistrzostw Europy (sztafeta 4 x 400 m, Kowno 2009), w starcie indywidualnym (na 400 metrów) Nwachukwu zajęła 4. miejsce przegrywając jedynie z trzema Rosjankami

## Rekordy życiowe
- bieg na 300 m – 37,34 (2009)
- bieg na 400 metrów – 51,53 (2009)